# Rebuild World
Rebuild World (リビルドワールド Ribirudo Wārudo?) es una serie de novelas ligeras japonesas escritas por Nahuse, con ilustraciones de Gin, diseño ambiental de yish y diseño mecánico de cell. Nahuse inició su publicación en los sitios web Shōsetsuka ni Narō y Kakuyomu en febrero de 2017. La serie de novelas ligeras fue lanzada bajo el sello Dengeki no Shin Bungei de ASCII Media Works desde mayo de 2019 y una adaptación al manga con arte de Kirihito Ayamura ha sido serializada en la revista Dengeki Maoh desde julio de 2019. Se ha anunciado una adaptación de la serie de televisión de anime.

## Sinopsis
Rebuild World tiene lugar en un mundo postapocalíptico, décadas después de un cataclismo desconocido. Mientras la humanidad persevera, la mayoría de la población vive en la miseria, solo los ricos y privilegiados pueden comer alimentos que no sean raciones experimentales. La forma principal de sobrevivir en este mundo es convertirse en cazador: explorar las ruinas del "Viejo Mundo" para encontrar tecnología perdida, así como combatir los numerosos monstruos orgánicos y mecánicos que nacieron del colapso de la sociedad.
Akira es un huérfano de la calle que no quiere nada más que convertirse en cazador, para poder encontrar tecnología antigua y venderla para vivir una vida mejor. Sin embargo, su primera incursión en las ruinas de la ciudad casi termina en un desastre. La vida de Akira es salvada por Alpha, una misteriosa inteligencia artificial que se comunica con él usando realidad aumentada. Alpha explica que está buscando explorar una parte particularmente peligrosa del Viejo Mundo, pero físicamente no puede hacerlo. Alpha le ofrece una propuesta a Akira: ella actuará como su guía, entrenándolo en combate y enseñándole cómo operar como cazador, con la esperanza de que pueda explorar las ruinas por ella. Akira está de acuerdo, y los dos pronto se enredan en el peligroso mundo de la búsqueda de tecnología.

## Personajes
Akira (アキラ?)
 Seiyū: Daiki Yamashita
Alpha (アルファ Arufa?)
 Seiyū: Yurika Kubo
Sheryl (シェリル Sheriru?)
 Seiyū: Honoka Inoue

## Contenido de la obra

### Novelas ligeras
Escrita por Nahuse, Rebuild World comenzó en los sitios web de publicación de novelas Shōsetsuka ni Narō y Kakuyomu el 1 de febrero de 2017.
Ha sido publicada como una serie de novelas ligeras por el sello Dengeki no Shin Bungei de ASCII Media Works, con ilustraciones de Gin, yish (artista ambiental) y cell (diseño mecánico), desde el 17 de mayo de 2019. Hasta enero de 2023 se han publicado siete volúmenes.
La serie de novelas fue licenciada para su publicación digital en inglés por J-Novel Club en 2022.

### Manga
Una adaptación a manga, ilustrada por Kirihito Ayamura, comenzó en la revista seinen manga Dengeki Maoh de ASCII Media Works el 26 de julio de 2019. ASCII Media Works ha recopilado sus capítulos en volúmenes tankōbon individuales. El primer volumen se publicó el 27 de diciembre de 2019.

### Anime
En Anime Expo 2023, se anunció una adaptación de una serie de televisión de anime.